# The Vanilla Ice Project
The Vanilla Ice Project es un reality show americano televisado en DIY Network. Es protagonizado por un personal de mantenimeinto y un rapero Rob Furgoneta Winkle a.k.a. Vainilla ice quién tiene experiencia con las mejoras de casa y Inversin Inmobiliaria desde los años 90s donde compra casas en su tempranos twenties y consiguiendo más a mejora de casa que empieza en 1998.

## Producción
La temporada 2 de The Vanilla Ice Project fue premiada el 21 de enero de 2012, y presentó una casa nueva, más actual y mejoras modernas. Para marcar el premier, Vainilla Ice posteó live Tweets durante el espectáculo en Twitter, contestando preguntas de los seguidores y comentando en el show.
Debido al éxito del espectáculo, Vainilla Ice lanzó un curso de formación que objetivos para ayudar otros tienen éxito en el inmueble que invierte.

## Visión general de serie
| Temporada | Temporada | Episodios | Inicio de temporada | Fin de temporada    |
| --------- | --------- | --------- | ------------------- | ------------------- |
|           | 1         | 11        | Octubre 14, 2010    | Enero 1, 2011       |
|           | 2         | 13        | Enero 21, 2012      | Abril 7, 2012       |
|           | 3         | 13        | Enero 27, 2013      | Abril 28, 2013      |
|           | 4         | 13        | Marzo 8, 2014       | Mayo 10, 2014       |
|           | 5         | 13        | Abril 4, 2015       | Junio 20, 2015      |
|           | 6         | 13        | Abril 23, 2016      | Julio 9, 2016       |
|           | 7         | 13        | Julio 15, 2017      | Septiembre 30, 2017 |
|           | 8         | 10        | Agosto 11,2018      | Octubre 6, 2018     |

## Premios
Además de ganador la Telly Award, el Factual Entertainment Award y el Platinium Press Awrd, la primera temporada del The Vanilla Ice Project estuvo seleccionada como finalista para el Cable Fax Awards.

## Distribución
Una edición DVD de la primera estación fue puesta a la venta a finales de 2016. Esto incluye escenas no vistas en el show, así como un episodio extra que sigue a Vainilla Ice y su amigo Dave Whitman cuando remodelan la casa de Whitman en Pensilvania.